# Tanidromitidae
Famille
Les Tanidromitidae forment une famille éteinte de crabes du Jurassique. Elle comprend neuf espèces dans deux genres.

## Liste des genres
- † Gabriella Collins, Ross, Genzano & Manzian, 2006
- † Tanidromites Schweitzer & Feldmann, 2008

## Référence
- (en) Schweitzer & Feldmann, 2008 : A new classification for some Jurassic Brachyura (Crustacea: Decapoda: Brachyura: Homolodromioidea): Families Goniodromitidae Beurlen, 1932 and Tanidromitidae new family. Senckenbergiana Lethaea, vol. 87, p. 119–156.

## Sources
- (en) De Grave & al., 2009 : A Classification of Living and Fossil Genera of Decapod Crustaceans. Raffles Bulletin of Zoology Supplement, n. 21, p. 1-109.